# Roy Cohn
Roy Marcus Cohn (/koʊn/ KOHN; 20 de fevereiro de 1927 – 2 de agosto de 1986) foi um advogado e promotor norte-americano conhecido por seu papel como principal conselheiro do senador Joseph McCarthy em 1954, quando auxiliou as investigações sobre supostos comunistas. Nas décadas de 1970 e 1980, tornou-se um importante agente político na cidade de Nova Iorque. Ele representou e foi mentor de Donald Trump.
Cohn nasceu no Bronx, em Nova Iorque, e estudou na Universidade Columbia. Ele ganhou destaque como promotor do Departamento de Justiça dos EUA no julgamento de espionagem de Julius e Ethel Rosenberg, onde processou com sucesso os Rosenbergs, o que levou à condenação e execução deles em 1953. Após seu período como promotor-chefe durante os julgamentos de McCarthy, sua reputação se deteriorou no final da década de 1950 até o final da década de 1970, após a queda de McCarthy.
Em 1986, Cohn foi destituído pela Divisão de Apelações do Supremo Tribunal do Estado de Nova Iorque por conduta antiética após tentar defraudar um cliente moribundo, forçando-o a assinar uma alteração ao testamento que lhe deixaria a sua fortuna. Ele morreu cinco semanas depois devido a complicações relacionadas com a AIDS, tendo negado veementemente ser seropositivo.

## Início de vida
Nascido em uma família judia abastada no Bronx, na cidade de Nova Iorque, Cohn era filho único de Dora (nascida Marcus; 1892–1967) e do juiz Albert C. Cohn (1885–1959); O pai de Cohn era um promotor público assistente do Condado de Bronx na época, que foi nomeado juiz da Divisão de Apelações da Suprema Corte do Estado de Nova Iorque, mais tarde em sua vida. Seu tio-avô materno era Joshua Lionel Cowen, o fundador e proprietário de longa data da Lionel Corporation, uma fabricante de trens de brinquedo.
Cohn e sua mãe eram próximos; eles viveram juntos até a morte dela em 1967 e ela estava constantemente atenta às suas notas, aparência e relacionamentos. Quando o pai de Cohn insistiu que seu filho fosse enviado para um acampamento de verão, sua mãe alugou uma casa perto do acampamento e sua presença lançou uma sombra sobre sua experiência. Em interações pessoais, Cohn demonstrou ternura que estava ausente de sua persona pública, mas ele era vaidoso e profundamente inseguro.
O avô materno de Cohn, Joseph S. Marcus, fundou o Banco dos Estados Unidos em 1913. O banco faliu em 1931 durante a Grande Depressão, e seu então presidente Bernie Marcus, tio de Cohn, foi condenado por fraude. Bernie Marcus foi preso em Sing Sing, e o jovem Cohn o visitava com frequência lá.
Depois de frequentar a Fieldston School e a Horace Mann School e concluir os estudos na Universidade Columbia em 1946, Cohn se formou na Columbia Law School aos 20 anos.

## Carreira
Após sua graduação na faculdade de direito, Cohn trabalhou como escriturário para o procurador dos EUA para o Distrito Sul de Nova Iorque por dois anos. Em maio de 1948, aos 21 anos, tinha idade suficiente para ser admitido na ordem dos advogados do estado. Ele tornou-se um procurador assistente dos EUA no final daquele mês. No mesmo ano, Cohn também se tornou membro do conselho da Liga Judaica Americana Contra o Comunismo.
Como procurador-geral adjunto dos EUA, Cohn ajudou a garantir condenações em vários julgamentos bem divulgados de acusados de espionagem soviética. Um dos primeiros começou em dezembro de 1950 com o processo de William Remington, um ex-funcionário do Departamento de Comércio e membro do Conselho de Produção de Guerra que havia sido acusado de espionagem após a deserção da ex-agente da KGB Elizabeth Bentley. Embora uma acusação por espionagem não pudesse ser garantida, Remington negou sua filiação de longa data ao Partido Comunista dos Estados Unidos sob juramento em duas ocasiões distintas e mais tarde foi condenado por perjúrio em dois julgamentos separados.
Enquanto trabalhava no escritório de Irving H. Saypol para o Distrito Sul de Nova Iorque, Cohn auxiliou no caso do promotor contra 11 membros seniores do Partido Comunista por defenderem a derrubada violenta do Governo Federal dos EUA, sob a Lei Smith.

## Na cultura popular
Cohn foi retratado inúmeras vezes pelas artes, em documentários e como personagem em obras biográficas e de ficção. Ele é uma parte central na peça Angels in America: A Gay Fantasia on National Themes, vencedora do prêmio Pulitzer e, adaptada para a Broadway, do prêmio Tony. Em 2003, a HBO transformou a peça na minissérie Angels in America com grande elenco incluindo Meryl Streep, Emma Thompson, Patrick Wilson e Al Pacino no papel de Cohn. Pacino ganhou o prêmio Emmy e o Globo de Ouro de melhor ator coadjuvante pelo papel.
Em 2024, Cohn foi interpretado por Jeremy Strong no filme biográfico sobre a formação da personalidade do presidente norte-americano Donald Trump, O Aprendiz. A interpretação lhe rendeu uma indicação ao Óscar de melhor ator coadjuvante em 2025.
Dois documentários de grande visibilidade biografaram Cohn. Em 2019, Matt Tyrnauer dirigiu Onde está o meu conselheiro?, distribuído pela Sony Pictures Classics Em 2020, a HBO lançou Bully, Covarde, Vítima: a História de Roy Cohn, dirigido por Ivy Meeropol, neta de Julius e Ethel Rosenberg (um casal de judeus condenados à morte e executados em 1951 por traição aos Estados Unidos em um polêmico processo conduzido por Cohn). Ambos os documentários destacam a importância de Cohn para a política americana da segunda metade do século XX, sua personalidade maligna e retratam suas últimas semanas de vida nas quais negou estar com AIDS, foi expulso da ordem dos advogados e finalmente faleceu de um ataque cardíaco decorrente das complicações do HIV.